# Меґан Макдоналд
Меґан Макдоналд (англ. Megan McDonald; нар. 28 лютого 1959, Піттсбург, штат Пенсільванія, США) — американська дитяча письменниця, бібліотекарка. Найвідоміші книги авторки — веселі історії про пригоди дівчинки Джуді Муді. У цій серії вже вийшло більше 20-ти книжок. Також Меґан написала кілька книг з кольоровими ілюстраціями для наймолодших читачів.

## Біографія
Народилася у 1959 році у Піттсбурзі. Була наймолодшою з п'яти сестер, які і надихали її на написання книг. У 1981 році закінчила Оберлінський коледж. Навчалася в Університеті Піттсбурга, який закінчила в 1985 році.
Працювала бібліотекарем у бібліотеці Карнеґі у Піттсбурзі, Громадській бібліотеці Міннеаполіса, Меморіальній бібліотеці Адамса. Згодом присвятила себе письменництву. Її перша книжка — «This a House for Hermit Crab», що у 1991 році була відзначена двома книжковими преміями.
Одружена з Річардом Гейнзом. Живе в Себастополі (Каліфорнія).

## Українські переклади
1. Джуді Муді / Меґан МакДоналд ; пер. з англ. Наталії Ясіновської. — Львів : Видавництво Старого Лева, 2015. — 144 с. — (Серія «Обережно, дівчатка!»). — ISBN 978-617-679-109-6.
2. Джуді Муді стає знаменитою / Меґан МакДоналд ; пер. з англ. Наталії Ясіновської. — Львів : Видавництво Старого Лева, 2015. — 128 с. — (Серія «Обережно, дівчатка!»). — ISBN 978-617-679-200-0.
3. Джуді Муді рятує світ / Меґан МакДоналд ; пер. з англ. Наталії Ясіновської. — Львів : Видавництво Старого Лева, 2016. — 144 с. — (Серія «Обережно, дівчатка!»). — ISBN 978-617-679-246-8.
4. Джуді Муді віщує майбутнє / Меґан МакДоналд ; пер. з англ. Наталії Ясіновської. — Львів : Видавництво Старого Лева, 2016. — 140 с. — (Серія «Обережно, дівчатка!»). — ISBN 978-617-679-339-7.
5. Джуді Муді — лікарка / Меґан МакДоналд ; пер. з англ. Наталії Ясіновської. — Львів : Видавництво Старого Лева, 2017. — 176 с. — ISBN 978-617-679-420-2.
6. Джуді Муді проголошує незалежність / Меґан МакДоналд ; пер. з англ. Наталії Ясіновської. — Львів : Видавництво Старого Лева, 2017. — 160 с. — ISBN 978-617-679-476-9.
7. Джуді Муді навколо світу за 8 1/2 днів / Меґан МакДоналд ; пер. з англ. Наталії Ясіновської. — Львів : Видавництво Старого Лева, 2018. — 176 с. — ISBN 978-617-679-550-6.
8. Джуді Муді йде до коледжу / Меґан МакДоналд ; пер. з англ. Наталії Ясіновської. — Львів : Видавництво Старого Лева, 2018. — 144 с. — ISBN 978-617-679-626-8.
9. Супермегакласна книжка цікавезних завдань від Джуді Муді / Меґан МакДоналд ; пер. з англ. Наталії Ясіновської. — Львів : Видавництво Старого Лева, 2019. — 96 с. — ISBN 978-617-679-667-1.
10. Джуді Муді — детектив / Меґан МакДоналд ; пер. з англ. Наталії Ясіновської. — Львів : Видавництво Старого Лева, 2020. — 192 с. — ISBN 978-617-679-600-8.
11. Джуді Муді й талісман невдачі / Меґан МакДоналд ; пер. з англ. Наталії Ясіновської. — Львів : Видавництво Старого Лева, 2021. — 176 с. — ISBN 978-617-679-605-3.
12. Джуді Муді — марсіянка / Меґан МакДоналд ; пер. з англ. Наталії Ясіновської. — Львів : Видавництво Старого Лева, 2021. — 208 с. — ISBN 978-617-679-616-9.

### Рецензії
- Н. Білецька. Джуді Муді: акули, жаби і метеоритний пил [Архівовано 30 липня 2016 у Wayback Machine.]
- «Джуді Муді»: енциклопедія дитячих настроїв [Архівовано 30 травня 2017 у Wayback Machine.]
- О. Кізима «Джуді Муді навколо світу за 8 ½ днів»: Клуб римованих імен, дружба та павучий танець [Архівовано 20 жовтня 2020 у Wayback Machine.]

## Екранізації
У 2011 році вийшла однойменна комедійна кінострічка за однією з книжок Меґан Макдоналд у серії про Джуді Муді — «Judy Moody and the Not Bummer Summer».